# チャドウィック・トロンプ
チャドウィック・チャンドラー・トロンプ (Chadwick Chandler Tromp, 1995年3月21日 - ) は、オランダ領アルバのオラニエスタッド出身のプロ野球選手 (捕手) 。右投右打。MLBのボストン・レッドソックス傘下所属。

## 経歴

### プロ入りとレッズ傘下時代
2013年5月24日にアマチュア・フリーエージェントでシンシナティ・レッズと契約してプロ入り。ルーキー級アリゾナリーグ・レッズでプロデビューし、9試合に出場して打率.167、2打点の成績を記録した。
2014年はルーキー級アリゾナリーグとA級デイトン・ドラゴンズでプレーし、2チーム合計で30試合に出場して打率.311、3本塁打、13打点の成績を記録した。
2015年はA級デイトンとAAA級ルイビル・バッツでプレーし、2チーム合計で25試合に出場して打率.302、7打点の成績を記録した。
2016年はA+級デイトナ・トーテュガスでプレーし、73試合に出場して打率.215、8本塁打、35打点の成績を記録した。またこの年の9月にヨーロッパ野球選手権大会のオランダ代表に選出された。
2017年はシーズン開幕前の3月に開催された第4回ワールド・ベースボール・クラシック(WBC)のオランダ代表で当初はブルペン捕手を務めていた。しかし、ディディ・グレゴリウスが東京で負傷のため途中離脱し、代替選手として捕手で登録された。シーズンではA+級デイトナとAA級ペンサコーラ・ブルーワフーズでプレーし、2チーム合計で69試合に出場して打率.259、1本塁打、34打点の成績を記録した。
2018年はAA級ペンサコーラとAAA級ルイビルでプレーし、2チーム合計で78試合に出場して打率.259、2本塁打、24打点の成績を記録した。
2019年はルーキー級アリゾナリーグとAAA級ルイビルでプレーし、2チーム合計で42試合に出場して打率.280、9本塁打、37打点の成績を記録した。オフの11月4日にFAとなった。

### ジャイアンツ時代
2020年1月6日にサンフランシスコ・ジャイアンツとマイナー契約を結んだ。7月28日にメジャー契約を結んでアクティブ・ロースター入りし、翌日のサンディエゴ・パドレス戦でメジャーデビューを果たした。8月2日のテキサス・レンジャーズ戦でジェシー・チャベスからメジャー初本塁打を放った。この年は24試合に出場して打率.213、4本塁打、10打点の成績を記録した。オフの12月2日にノンテンダーFAとなった。9日にジャイアンツと再契約した。
2021年はメジャーでは9試合の出場に留まった。9月18日にDFAとなった。

### ブレーブス時代
2021年9月21日にウェイバー公示を経てアトランタ・ブレーブスに移籍した。
2022年4月12日にブレーブスをDFAとなり、19日にマイナー契約を結びAAA級グウィネット・ストライパーズに配属となった。8月6日にトラビス・ダーノーが故障したことにより、メジャーに昇格。8月13日のマイアミ・マーリンズ戦で3安打を記録したが、この年は1試合のみの出場だった。
2023年はシーズン開幕前の3月に開催された第5回WBCのオランダ代表に選出され、2大会連続2度目の選出を果たした。オランダは4大会ぶりとなる1次ラウンドで敗退となった。シーズンではオフの11月17日にノンテンダーFAとなった。11月22日にマイナー契約でブレーブスと再契約を結んだ。
2024年のメジャーキャンプに招待され、3月30日にメジャー昇格。6月3日にマイナー降格した。結局、この年はこれ以降のメジャー昇格は叶わなかった。
2025年は開幕前のスプリングトレーニングに参加。オープン戦16試合で5安打4打点と打撃面でアピールに成功して開幕ロースター入りを果たした。しかし、2試合に出場後の4月6日にショーン・マーフィーの復帰に伴いDFAとなり、2日後にFAとなった。

### オリオールズ時代
2025年4月13日にボルチモア・オリオールズとマイナー契約を結び、同日中にAAA級ノーフォーク・タイズに配属された。マイナーで好調を維持し、5月26日にクーパー・ハメルと入れ替わる形でアクティブ・ロースター入りした。しかし、昇格後は2試合に出場したものの、4打数無安打の成績で同月31日にジョーディン・アダムスの昇格などに伴ってDFAとなった。その後は昇格と降格を交互に繰り返して7月25日にAAA級ノーフォークに降格した後、同日中にFAとなった。

### レッドソックス傘下時代
2025年7月29日にボストン・レッドソックスとマイナー契約を結び、同日中にAAA級ウースター・レッドソックスに配属された。

## 詳細情報

### 年度別打撃成績
| 年 度    | 球 団    | 試 合 | 打 席 | 打 数 | 得 点 | 安 打 | 二 塁 打 | 三 塁 打 | 本 塁 打 | 塁 打 | 打 点 | 盗 塁 | 盗 塁 死 | 犠 打 | 犠 飛 | 四 球 | 敬 遠 | 死 球 | 三 振 | 併 殺 打 | 打 率 | 出 塁 率 | 長 打 率 | O P S |
| -------- | -------- | ----- | ----- | ----- | ----- | ----- | -------- | -------- | -------- | ----- | ----- | ----- | -------- | ----- | ----- | ----- | ----- | ----- | ----- | -------- | ----- | -------- | -------- | ----- |
| 2020     | SF       | 24    | 64    | 61    | 11    | 13    | 1        | 0        | 4        | 26    | 10    | 0     | 0        | 0     | 2     | 1     | 0     | 0     | 20    | 3        | .213  | .219     | .426     | .645  |
| 2021     | SF       | 9     | 18    | 18    | 1     | 4     | 0        | 0        | 1        | 7     | 2     | 0     | 0        | 0     | 0     | 0     | 0     | 0     | 4     | 1        | .222  | .222     | .389     | .611  |
| 2022     | ATL      | 1     | 4     | 4     | 0     | 3     | 2        | 0        | 0        | 5     | 3     | 0     | 0        | 0     | 0     | 0     | 0     | 0     | 0     | 0        | .750  | .750     | 1.250    | 2.000 |
| 2023     | ATL      | 6     | 16    | 16    | 1     | 2     | 1        | 0        | 0        | 3     | 1     | 0     | 0        | 0     | 0     | 0     | 0     | 0     | 7     | 0        | .125  | .125     | .188     | .313  |
| 2024     | ATL      | 19    | 54    | 52    | 3     | 13    | 6        | 0        | 0        | 19    | 6     | 0     | 0        | 0     | 1     | 1     | 0     | 0     | 17    | 2        | .250  | .259     | .365     | .624  |
| 2025     | ATL      | 2     | 6     | 5     | 0     | 0     | 0        | 0        | 0        | 0     | 0     | 0     | 0        | 0     | 0     | 1     | 0     | 0     | 2     | 1        | .000  | .167     | .000     | .167  |
| 2025     | BAL      | 6     | 16    | 16    | 2     | 3     | 1        | 0        | 1        | 7     | 1     | 0     | 0        | 0     | 0     | 0     | 0     | 0     | 4     | 0        | .188  | .188     | .438     | .626  |
| MLB：5年 | MLB：5年 | 59    | 156   | 151   | 16    | 35    | 10       | 0        | 5        | 60    | 22    | 0     | 0        | 0     | 3     | 2     | 0     | 0     | 48    | 6        | .232  | .237     | .397     | .634  |

- 2024年度シーズン終了時

### WBSCプレミア12での打撃成績
| 年 度 | 代 表    | 試 合 | 打 席 | 打 数 | 得 点 | 安 打 | 二 塁 打 | 三 塁 打 | 本 塁 打 | 塁 打 | 打 点 | 盗 塁 | 盗 塁 死 | 犠 打 | 犠 飛 | 四 球 | 敬 遠 | 死 球 | 三 振 | 併 殺 打 | 打 率 | 出 塁 率 | 長 打 率 |
| ----- | -------- | ----- | ----- | ----- | ----- | ----- | -------- | -------- | -------- | ----- | ----- | ----- | -------- | ----- | ----- | ----- | ----- | ----- | ----- | -------- | ----- | -------- | -------- |
| 2019  | オランダ | 3     | 9     | 8     | 1     | 1     | 0        | 0        | 1        | 4     | 2     | 0     | 0        | 0     | 0     | 1     | 0     | 0     | 1     | 0        | .125  | .222     | .500     |

### WBCでの打撃成績
| 年 度 | 代 表    | 試 合 | 打 席 | 打 数 | 得 点 | 安 打 | 二 塁 打 | 三 塁 打 | 本 塁 打 | 塁 打 | 打 点 | 盗 塁 | 盗 塁 死 | 犠 打 | 犠 飛 | 四 球 | 敬 遠 | 死 球 | 三 振 | 併 殺 打 | 打 率 | 出 塁 率 | 長 打 率 |
| ----- | -------- | ----- | ----- | ----- | ----- | ----- | -------- | -------- | -------- | ----- | ----- | ----- | -------- | ----- | ----- | ----- | ----- | ----- | ----- | -------- | ----- | -------- | -------- |
| 2023  | オランダ | 4     | 14    | 14    | 1     | 4     | 0        | 0        | 1        | 7     | 3     | 0     | 0        | 0     | 0     | 0     | 0     | 0     | 3     | 0        | .286  | .286     | .500     |

### 年度別守備成績
| 年 度 | 球 団 | 捕手（C） | 捕手（C） | 捕手（C） | 捕手（C） | 捕手（C） | 捕手（C） | 捕手（C） | 捕手（C） | 捕手（C） | 捕手（C） | 捕手（C） |
| 年 度 | 球 団 | 試 合     | 刺 殺     | 補 殺     | 失 策     | 併 殺     | 守 備 率  | 捕 逸     | 企 図 数  | 許 盗 塁  | 盗 塁 刺  | 阻 止 率  |
| ----- | ----- | --------- | --------- | --------- | --------- | --------- | --------- | --------- | --------- | --------- | --------- | --------- |
| 2020  | SF    | 23        | 144       | 3         | 1         | 1         | .993      | 3         | 6         | 4         | 2         | .333      |
| 2021  | SF    | 8         | 51        | 1         | 0         | 0         | 1.000     | 0         | 6         | 5         | 1         | .167      |
| 2022  | ATL   | 1         | 6         | 0         | 1         | 0         | .857      | 0         | 1         | 1         | 0         | .000      |
| 2023  | ATL   | 6         | 53        | 0         | 0         | 0         | 1.000     | 0         | 5         | 4         | 1         | .200      |
| 2024  | ATL   | 19        | 131       | 7         | 0         | 0         | 1.000     | 0         | 17        | 12        | 5         | .294      |
| MLB   | MLB   | 57        | 385       | 11        | 2         | 1         | .995      | 3         | 35        | 26        | 9         | .257      |

- 2024年度シーズン終了時

### 背番号
- 14（2020年 - 2021年）
- 60（2022年 - 2023年）
- 45（2024年 - 2025年5月28日）
- 41（2025年6月23日 - 同年6月30日）

### 代表歴
- 2016年 ヨーロッパ野球選手権大会 オランダ代表
- 2017 ワールド・ベースボール・クラシック・オランダ代表
- 2019 WBSCプレミア12 オランダ代表
- 2023 ワールド・ベースボール・クラシック・オランダ代表